# Lautaro (1800)
La Lautaro, anteriormente EIC Windham, fue originalmente un indiamanbritánico mandado a construir por la East India Company para el servicio de comercio naval a nivel mundial.
Durante su servicio en la compañía británica, entre 1801 y 1817, efectuó seis viajes de carácter comercial al sudeste asiático. Debido a que durante sus primeros cinco viajes se desarrollaron las guerras revolucionarias francesas y luego las guerras napoleónicas navegó también en calidad de corsario y se vio envuelto en algunas acciones militares, siendo en dos ocasiones capturado por los franceses y recapturado por los británicos. En 1818 fue vendido a Chile, siendo clasificada como fragata de guerra e integrada a su primera escuadra nacional como uno de sus buques capitales. En la escuadra chilena, entre 1818 y 1826, participó en las variadas acciones navales que se dieron durante el desarrollo de la guerra de emancipación de Chile y Perú. Sirvió en la marina chilena hasta su desguace en 1829.  

## Construcción y características
Fue construido por el astillero británico de Blackwell Yard en el río Támesis, bajo las estrictas especificaciones de la East India Company. Fue lanzado en noviembre de 1800, y estuvo listo en enero de 1801. Se le bautizó como Windham en honor al estadista británico William Windham.
Tenía un desplazamiento de 800 toneladas. La capacidad máxima de tripulantes que podía embarcar era aproximadamente de 350 hombres, y de cañones unas 50 piezas de variado calibre. El buque tenía un gran balance por ser de costados muy altos. Si bien fue construido principalmente para llevar a cabo el comercio naval, se podía prestar muy bien para servir como buque de guerra si se le armaba convenientemente.

## Historia

### Al servicio de la East India Company
Bajo la propiedad de sir Robert Wigram, miembro activo de la compañía, realizó seis viajes comerciales generalmente en convoy con otros buques de la empresa a distintos puntos del sudeste asiático. Dado que en esos momentos el Reino Unido se encontraba en guerra con Francia y sus aliados, su propietario dispuso que en esos viajes navegara con patente de corso para actuar también como corsario, y de esa forma poder tener el derecho de capturar o destruir buques enemigos si se daba la oportunidad. Se le armó para tal propósito con 26 cañones de 18 y 6 libras.
El 31 de marzo de 1801 salió de Portsmouth al mando del capitán Thomas Grantham en su primer viaje con destino a China. En esos momentos se desarrollaba la guerra contra los revolucionarios franceses. Pasó por la isla de Santa Elena el 10 de junio, y el 7 de octubre recalaba en Whampoa. A su regreso a Gran Bretaña hizo la misma ruta, fondeando el 12 de junio de 1802 en Kent.      
El 11 de febrero de 1803 salió de las costas de Kent al mando del mismo capitán Grantham en un segundo viaje con destino a la India. En ese momento ya había finalizado la guerra contra los revolucionarios franceses e iniciado las guerras napoleónicas. En las costas orientales recaló primero en Trincomalee el 16 de junio, y luego en Madrás el 27 de junio. Desde el último puerto mencionado pasó de ida y vuelta por las distintas ciudades portuarias de las costas de Bengala. A su regreso a las costas británicas fondeó en Santa Elena el 24 de marzo de 1804, desde donde prosiguió su regreso junto a un convoy compuesto por otros buques de la East India Company y balleneros que llegaron finalmente a su destino el 9 de octubre.
El 8 de marzo de 1805 realizó su tercer viaje con destino a la India y a China, saliendo ahora de Portsmouth al mando del capitán John Stewart. Llegó a Madrás el 21 de julio, pasando luego por la isla de Penang el 26 de marzo y Malaca el 15 de septiembre, hasta llegar a Whampoa el 20 de diciembre. Recaló en las costas británicas el 14 de agosto de 1806. 
El 21 de junio de 1807 realizó su cuarto viaje con destino a la India y a las Indias Orientales Neerlandesas, bajo el mando del mismo capitán Stewart. Pasó por Diamond Harbour el 15 de noviembre y Khidirpur el 9 de diciembre, hasta llegar a Bengkulu el 28 de marzo de 1808. A su regreso recaló en las costas de Kent el 14 de agosto. 

### Intervalos de servicio entre la East India Company y Francia

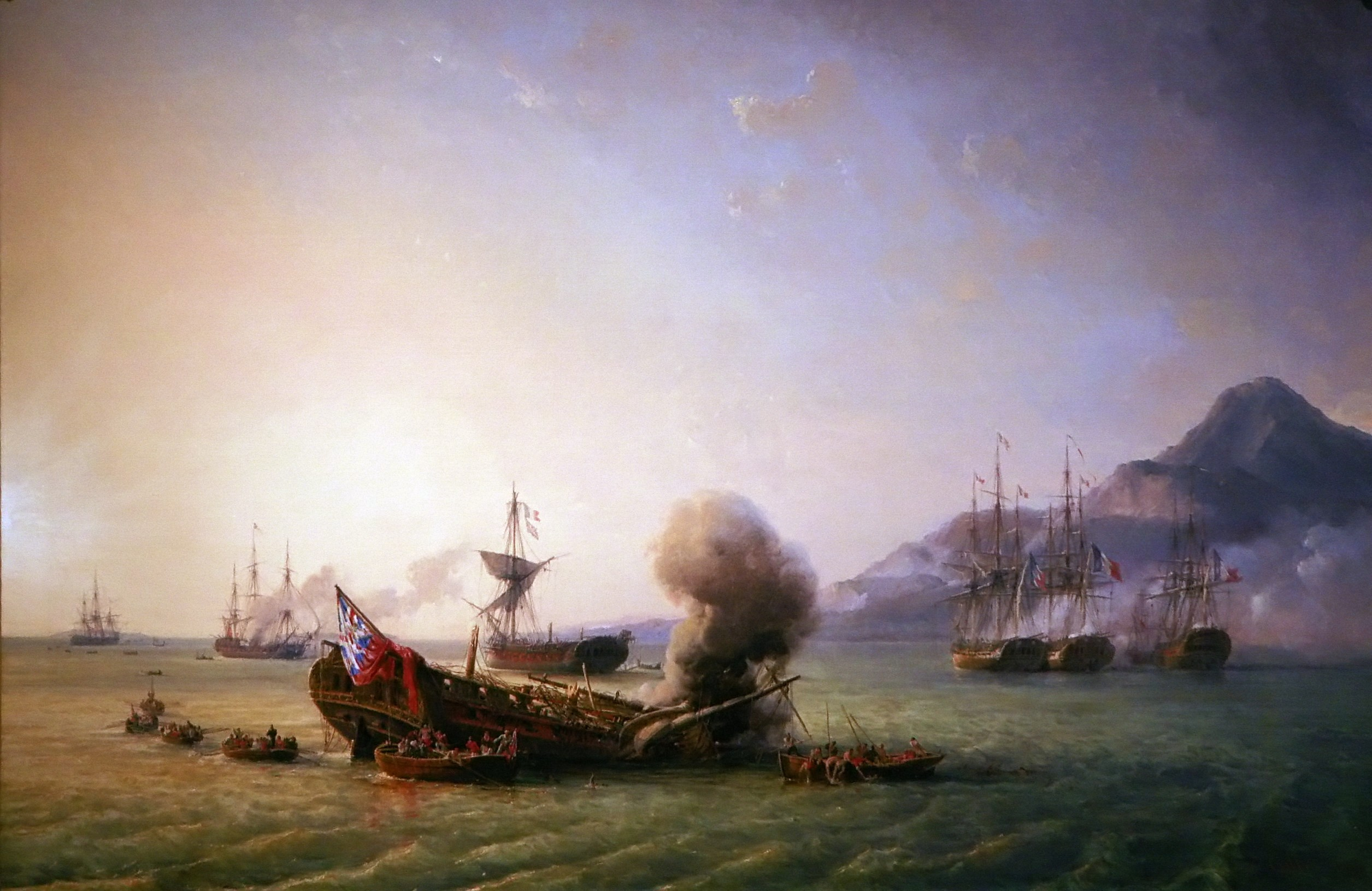
El combate naval de Grand Port, librada entre el 20 y 27 de agosto de 1810.

El 7 de julio de 1809 hizo su quinto viaje nuevamente al mando del capitán Stewart, saliendo de Portsmouth a la India. En este viaje se vio envuelto en la campaña militar que sostenían británicos y franceses en el océano Índico por las islas de Mauricio y Reunión, en posesión de estos últimos. 
El 18 de noviembre, cuando navegaba conjuntamente con los indiamanes Reino Unido y Charlton de la misma compañía y mandados por el capitán Stewart, se toparon en la bahía de Bengala con el escuadrón naval a cargo del comodoro Jacques Hamelin que terminó capturando a los tres buques luego de un recio combate. Sin embargo, el 29 de diciembre la fragata HMS Magicienne al mando del capitán Lucius Curtis lo recapturó cerca de la isla de Mauricio cuando navegaba en solitario luego se haberse separado del convoy francés debido a una tormenta.
En febrero de 1810 fondeó en Cabo de Buena Esperanza, en donde fue restaurada su tripulación y nuevamente quedó a cargo del capitán Stewart. Pero el 3 de julio volvió a ser capturado por los franceses en las cercanías de la isla de Anjouan. Navegaba en esos momentos con los indiamanes Ceylon y Astell, todos bajo el mando del capitán Henry Meriton, cuando se toparon en ese lugar con la escuadrilla del comodoro Victor Duperré que los combatió y término apresándolo junto con el Ceylon, escapando solo el Astell. Luego de esta captura pasó a servir bajo la bandera francesa con el mismo nombre y bajo el mando del capitán d'Arod.  
Sin embargo, durante el desarrollo en los días de agosto del combate naval de Grand Port entre la escuadrilla británica del capitán Samuel Pym y la francesa de Duperré, en donde estos últimos lograron imponerse, la fragata HMS Sirius, que era la nave de Pym, lo volvió a recapturar el 21 de ese mes.

### Normalización de su servicio en la East India Company
Luego de esa acción fue llevado por los británicos a la isla de Reunión, recientemente tomada, en donde fue marinado y recibió por capitán a Joseph Lautour. Bajo su mando regresó al Reino Unido en compañía del Ceylon, también recapturado, llegando a esas costas a comienzos o mediados de 1811. Existe cierta ambigüedad sobre su paradero o actividad luego de ser recuperado.
El 21 de abril de 1816 llevó a cabo su último viaje con destino a China, saliendo de las costas de Kent al mando un nuevo capitán llamado Joseph Andrews. Como las guerras napoleónicas ya habían finalizado no navegaba en calidad de corsario, y solo portaba 14 cañones de 9 libras ante cualquier eventualidad. Llegó a Whampoa el 11 de octubre, saliendo de las costas chinas el 10 de enero de 1817 y recalando en las costas británicas el 23 de mayo. Luego de este viaje Wigram vendió el buque a Andrews.

### Al servicio de Chile

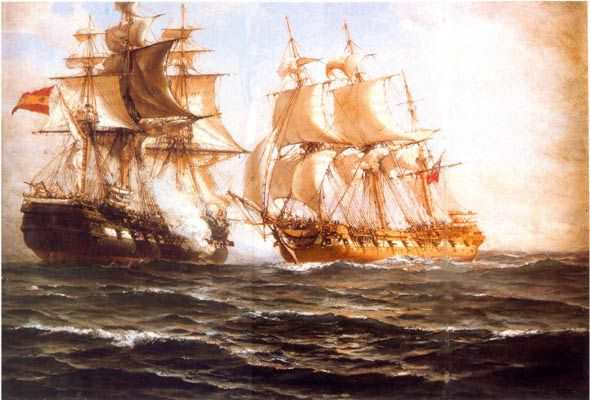
El combate entre las fragatas Lautaro y Esmeralda, librado el 27 de abril de 1818.

En 1817 el agente del gobierno chileno en el Reino Unido, José Antonio Álvarez Condarco, había entrado en tratos con el capitán Andrews y los directores de la compañía británica para enviar la embarcación a Chile y realizar su ofrecimiento en venta a ese gobierno, que en esos momentos se hallaba en necesidad de buques para organizar una fuerza naval con la que hacer frente en el mar a los realistas en su guerra por la emancipación. Zarpó equipado de Londres el 23 de noviembre bajo el mando del capitán Andrews con destino a las costas chilenas, embarcando oportunamente para la ocasión un contingente de 192 hombres y un armamento de 34 cañones de 18 y 24 libras.
El 5 de marzo de 1818 fondeó en Valparaíso en circunstancias en que la escuadra española mantenía un bloqueo irregular de ese puerto. Luego de varias negociaciones fue comprado en abril en $180.000 pesos por el gobierno chileno en conjunto con algunos comerciantes del puerto,que estaban interesados en poner fin al bloqueo naval del lugar y en poder obtener ganancias al utilizarlo para el corso.
Fue bautizada como Lautaro, en honor al líder militar mapuche de nombre homónimo, y clasificada como fragata de guerra. No se le destinó para actividades corsarias debido a necesidades más urgentes del gobierno. Fue puesta bajo el mando del capitán irlandés Jorge O'Brien, siendo también rápidamente tripulado con alrededor de 350 hombres y aumentado su armamento en 44 cañones de variado calibre. Su primera misión fue levantar el bloqueo del puerto de Valparaíso, que era sostenido en esos momentos por el capitán español Luis Coig con la fragata de guerra Esmeralda y el bergantín armado Pezuela. El 27 de abril ejecutó con éxito su misión pero perdiendo en el fragor del combate a su comandante, que fue remplazado por su segundo el teniente primero inglés Joseph Turner. Ese mismo día, al finalizar el combate y retirarse mar adentro los buques de guerra españoles, apresó al bergantín transporte San Miguel que había salido de Talcahuano para el Callao con una importante comitiva realista y otros elementos de importancia.
Después del combate quedó alistándose en el puerto en espera de que se le dispusiere para nuevas operaciones. En junio el gobierno compró las acciones que los comerciantes tenían sobre ella, pasando a ser exclusivamente de propiedad del Estado y uno de sus principales buques de guerra. En ese mes fue nombrado como su comandante el capitán inglés John Higginson, pero fue prontamente remplazado por el capitán estadounidense Charles Wooster debido a los altercados de ese marino con la comandancia general de marina. 

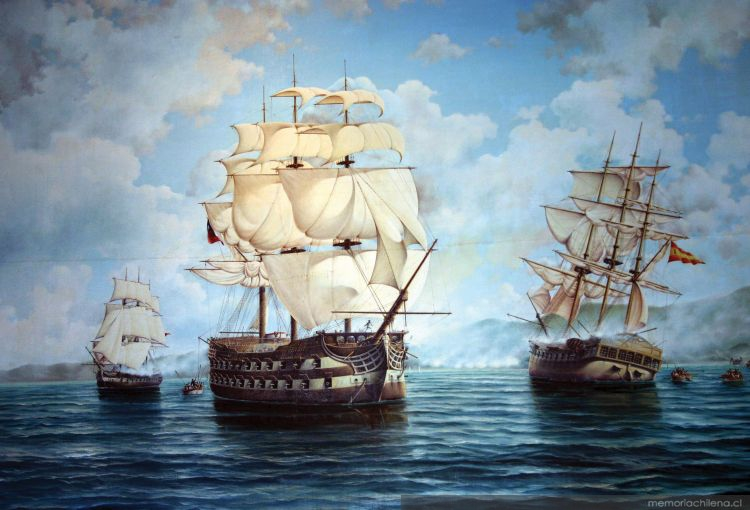
El navío San Martín, al frente, y la fragata Lautaro, por detrás, acorralan y capturan a la fragata española María Isabel entre el 28 y 29 de octubre de 1818.

A comienzos de octubre integró la escuadra nacional que el gobierno había organizado con tanto esfuerzo, pese a la falta de medios económicos en la que se encontraba el Estado por la situación de guerra. Bajo el mando de Wooster, y dotada con 353 hombres y 46 cañones, formó parte de la flota naval dirigida por el comandante Manuel Blanco Encalada, que zarpó el 9 del corriente de Valparaíso hacia Talcahuano en la primera misión conjunta de la flota chilena para interceptar un convoy español proveniente de Cádiz con refuerzos para los realistas en Chile. Entre el 28 y 29 de octubre atacó en compañía del navío de línea San Martín el puerto de Talcahuano, capturando en el fondeadero al buque escolta del convoy mencionado, a la fragata de guerra española María Isabel. En los días siguientes, correspondientes al mes de noviembre, se capturó al grueso del convoy formado por cinco transportes con alrededor de 570 soldados, algunos cañones y todo un parque militar por lo que con esta acción se desbarató este importante refuerzo para la causa realista y se obtuvo el dominio marítimo de las costas chilenas.
En 1819 formó parte de la escuadra chilena a cargo del almirante escocés Thomas Cochrane, participando en las dos expediciones que este marino realizó en ese año en las costas del Perú con el objeto de atacar la escuadra española apostada en el Callao, bloquear sus puertos y difundir la propaganda patriota para aunar hombres a la causa. Fue puesto en esos momentos bajo el mando del capitán inglés Martin Guisse, ante el retiro temporal de la marina del capitán Wooster por desacuerdos con Cochrane. Para su primera salida gran parte de su tripulación se amotinó debido a la falta de pagos y a la carencia de elementos pero fue prontamente resuelto por el gobierno. En estas expediciones su tripulación varió entre los 280 y 300 hombres, y el armamento entre los 48 y 50 cañones. Llevó a cabo con la escuadra una serie de acciones militares en esas costas como los sucesivos bombardeos al Callao, la captura de mercantes, el ataque a poblados costeros guarnecidos por tropas regulares o milicias, entre otras actividades desplegadas en la zona para hostilizar y dañar a los realistas del Perú. 
En 1820 participó en la expedición libertadora del Perú liderada por el general José de San Martín. Aun bajo el mando de Guisse e integrando la escuadra de Cochrane realizó operaciones de bloqueo de puertos y escolta de transportes. La acción naval más destacada que llevó a cabo en esta expedición es la participación que tuvo su capitán y parte de la tripulación en el ataque ejecutado en el fondeadero del Callao entre el 5 y 6 de noviembre, en donde se capturó a la fragata Esmeralda y otras unidades menores.   

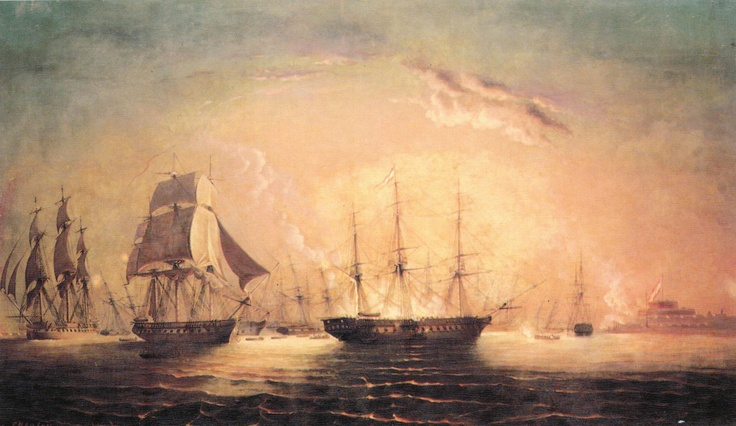
La escuadra chilena al mando del almirante Thomas Cochrane frente al Callao, durante el desarrollo de la expedición libertadora.

En septiembre de 1821 le fue dado el mando al capitán estadounidense Paul Délano, en reemplazo de Guisse que renunció a la escuadra por sus altercados con Cochrane, y se unió a la recientemente creada Armada del Perú al igual que varios otros marinos, resultando este hecho en su elección por la reorganización de la escuadra que realizó Cochrane en cuanto a mandos. Regresó en ese año a Chile y permaneció en Valparaíso, padeciendo desde entonces de un estado operacional bastante precario debido a la falta de recursos económicos del gobierno.   
En 1822 se le dio nuevamente el mando al capitán Wooster, pasando a formar parte de los aprestos para expedicionar sobre Chiloé que aun se mantenía bajo dominio realista. Estando en Talcahuano en busca de pertrechos estalló el 23 de octubre un motín que pasó a dominar la embarcación, negándose su tripulación a navegar al sur y dirigiéndola a Valparaíso. En ese puerto se restableció el orden pero los efectos producidos, y sumados a otras circunstancias, impidieron llevar a cabo la expedición sobre Chiloé. A finales de ese año el buque fue puesto en estado de desarme junto a las demás embarcaciones de guerra del Estado por necesidad economía.
En 1823 fue alistado de nuevo y puesto al mando del capitán Toribio Hidalgo, pasando a integrar la expedición al Perú encabezada por el coronel José María Benavente, que por desacuerdos de este jefe con los altos mandos patriotas en Perú regresó prontamente con esta fuerza a Chile. 
En febrero de 1824 el gobierno restableció en Valparaíso una nueva Academia Náutica, eligiéndose a este para su funcionamiento a bordo, aunque fue por corto tiempo la duración de esta escuela debido a problemas económicos. En marzo formó parte de la primera expedición a Chiloé liderada por el general Ramón Freire, siendo puesta bajo el mando del capitán inglés Robert Forster, que ejercía como comandante en jefe de la escuadra chilena y había puesto su insignia en ella. Durante el desarrollo de esta expedición estuvo a punto de naufragar debido a los fuertes temporales de la zona, lo que también ocasionó en gran parte el fracaso de la conquista del archipiélago. A finales año se encontraba en mal estado y se le intentó rehabilitar infructuosamente por falta de recursos para operar en contra de la escuadrilla española del comodoro Roque Guruceta que había retomado el dominio de las costas peruanas, aunque por corto tiempo, lo que hizo innecesario su reequipamiento. 
En julio de 1825 fue nuevamente decretado el desarme total de la escuadra por lo que se vio nuevamente afectada por esta medida, pero a fines de septiembre se volvió a rehabilitar ya que el gobierno decidió enviar una segunda expedición a Chiloé, siendo nuevamente encabezada por el general Freire.
A comienzos de 1826 integró la escuadra del ahora almirante Blanco Encalada que comenzó a operar en las costas de Chiloé, haciéndolo en calidad de transporte y bajo el mando del capitán Guillermo Bell, resultando la campaña en la conquista del archipiélago que era el último reducto realista en territorio nacional. En abril fue nuevamente puesta en estado de desarme pero en junio el gobierno ordenó su rearme junto con otros buques para ir a someter una sublevación en Chiloé, aunque al final no fue necesario.
El 27 de septiembre de 1828 se dispuso por un decreto del gobierno su venta en publica subasta junto a otros elementos de la marina. No hubo compradores por lo que se mantuvo desde entonces sirviendo como pontón en Valparaíso.
En 1829 fue desguazado debido a su total estado de deterioro.

## Gallery

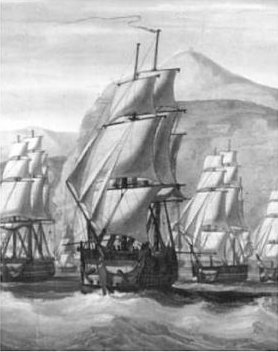
El East Indiaman Windham  zarpa desde Cape Town
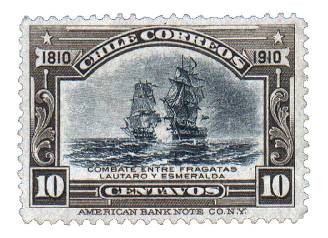
La 'Lautaro combate a la Esmeralda española en 1818 (estampilla de 1910)
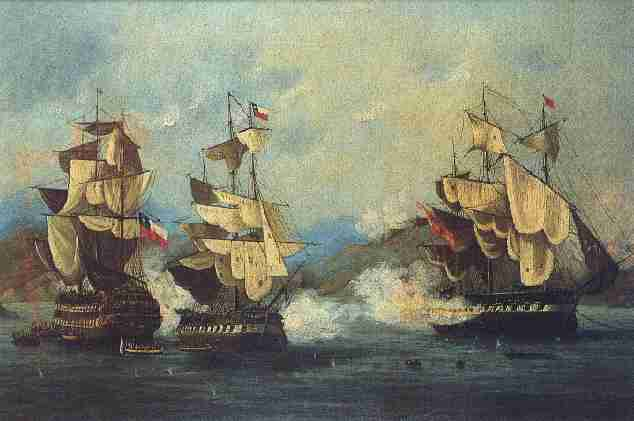
Capture of the Reina María Isabel en Talcahuano (1818)
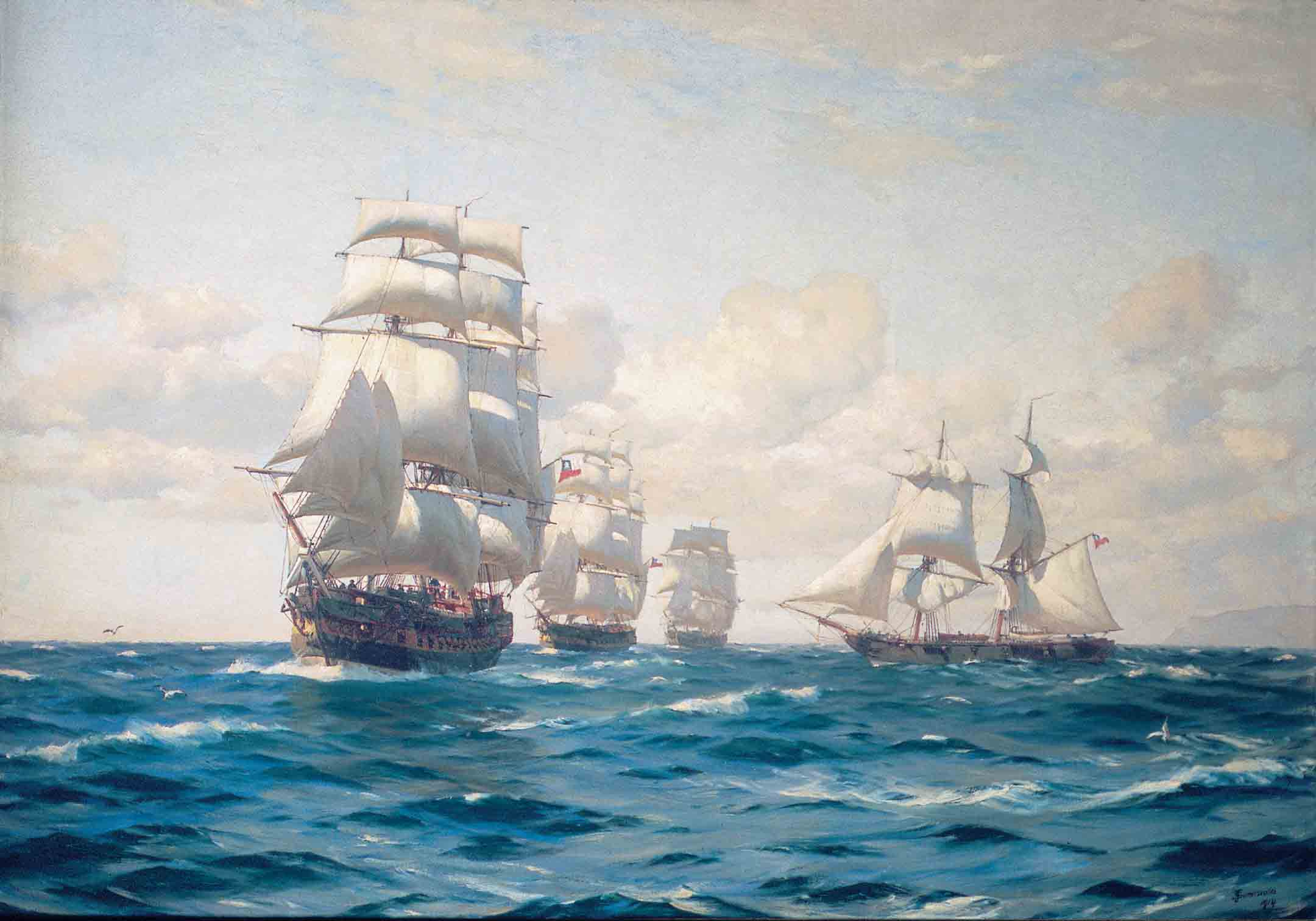
La Escuadra chilena zarpa hacia Perú en 1821, en una pintura de Thomas Somerscales (Lautaro es el segundo desde la derecha)